# Rezerwat przyrody Jezioro Modła
Rezerwat przyrody Jezioro Modła – faunistyczny rezerwat przyrody położony na obszarze Pobrzeża Koszalińskiego, w gminie Ustka. Obejmuje zarastające eutroficzne jezioro przymorskie Modła wraz z otaczającym kompleksem łąkowo-szuwarowo-bagiennym. Został utworzony w 1982 roku. Powierzchnia rezerwatu wynosi 194,80 ha, natomiast jego otulina zajmuje 569,71 ha.
Ochronie rezerwatu podlegają miejsca lęgowe łabędzia niemego, rybitwy czarnej, kwiczoła, rycyka, bąka, kaczki krzyżówki i mewy srebrzystej. Ze ssaków występuje tu m.in. bóbr, łasica i wydra. Spośród występujących w jeziorze ryb na uwagę zasługują: piskorz, koza i śliz.
Rezerwat nie jest udostępniony dla zwiedzających.
Rezerwat jest zlokalizowany w granicach obszaru Natura 2000 Przymorskie Błota PLH 220024.
Najbliższe miejscowości to kolonia Modła oraz wsie Duninowo, Lędowo i Modlinek.